# Стаматиос Николопулос
Стаматиос Николопулос је грчки бициклиста, који је учествовао на првим Олимпијским играма 1896 у Атини.
Николопулос је наступио у две дисциплине, спринту и трци на 333 метара. У обе ове трке је освојио друго место, док је победник био Француз Пол Масон. Николопулосово време у спринту је било 5:00.2. У трци на 333,3 m, остварио је исти резултат као и Аустријанац Адолф Шмал 26.0 s. У поновљеној вожњи постигао је резултат од 25.4 s, за 1.2 s боље време од Шмала, и освојио сребрну медаљу.